# Ausques
Les Ausques (Auscii en latin,) étaient un peuple aquitain autour de l'actuelle ville d'Auch à laquelle ils ont d'ailleurs laissé leur nom. 

## Localisation
Les Ausques avaient pour voisins les Tarusates / Aturenses et les  Elusates à l'ouest, les Lactorates au nord, les Tolosates à l'est, les Conveni et les Bigerri au sud.
Leur capitale, à l'époque de la Gaule indépendante, semble être l'oppidum de la Sioutat sur le territoire de la commune de Roquelaure avant transfert de celle-ci sur le site d'Elimberri/Auch au Ier siècle de notre ère.

## Étymologie
L'origine étymologique de l'endonyme euskara (langue basque en basque) serait aussi dérivé du radical ausc-, rapprochement encouragé par la ressemblance entre Eliberris/Elimberrum (nom antique d'Auch) et Hiriberria (« ville neuve » en basque).
Leur nom est basé sur un thème ethnonymique répandu, que l'on rapproche de celui des Oscidates, d'Osca (Huesca), d'Euskal, voire du nom de rivière Oscara (Ouche). D'éventuels liens avec la racine Tusk (Tosques, Toscans, Étrusques…) ont été envisagés.
Enfin les patronymes identifiés comme Ligures, ont des terminaisons en "osc" . On attribue à l'influence ligure les toponymes en -ascu, -oscu, -uscu, -incu ou -elu. Parmi les type -ascu, -oscu ou -uscu on peut citer Manosque, Tarascon, Venasque, Artignosc, Branoux, Flayosc, Gréasque, Lantosque, Gordolasque, Vilhosc, Chambost, Albiosc, Névache, Grillasca, Palasca, Popolasca, Salasca, Asco en France et Benasque, Velasco ou Huesca en Espagne.